# HMS Prince of Wales (1794)
Lo HMS Prince of Wales era un vascello di secondo rango da 98 cannoni in servizio nella Royal Navy tra il 1794 e il 1822.

## Storia

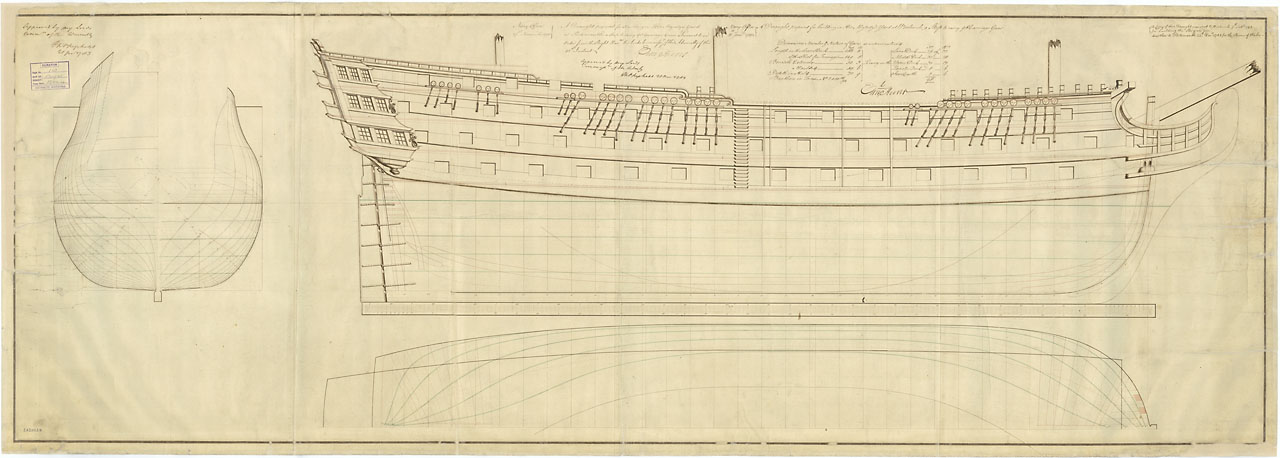
Piani costruttivi dei vascelli da 98 cannoni classe Boyne.

La battaglia di Cabo Fisterra, 23 luglio 1805.

La costruzione del vascello di secondo rango da 98 cannoni Prince of Wales, progettato da Edward Hunt, fu ordinata al cantiere navale di Portsmouth il 29 novembre 1783, e la nave venne impostata nel maggio 1784, e varata il 28 giugno 1794.
La nave fu completata nell'ottobre 1794, ed entrò in servizio il 27 dicembre dello stesso anno, al costo finale di 58.483 sterline, al comando del capitano John Bazely. Il 23 giugno 1795 partecipò alla battaglia di Groix come nave di bandiera del contrammiraglio Henry Harvey. Il 16 febbraio 1797, al comando del capitano John Harvey, partecipò alla conquista di Trinidad, e l'11 agosto 1799 alla resa della colonia olandese del Suriname. Rientrato in Gran Bretagna come nave di bandiera del contrammiraglio Hugh Seymour fu sottoposto a un ciclo di lavori a Portsmouth, terminato nel settembre 1800 al costo di 12.998 sterline. Tra il 1800 e il 1806 fu nave di bandiera del viceammiraglio Robert Calder. Nel marzo 1805 partecipò al blocco di El Ferrol, e il 22 luglio dello stesso anno alla battaglia dei Quindici-Venti. Non partecipò alla battaglia di Trafalgar in quanto Calder, fortemente criticato per la sua condotta a Capo Finisterre, aveva chiesto la convocazione di una corte marziale che giudicasse il suo comportamento. All'ammiraglio Horatio Nelson fu ordinato di rimandare Calder in Gran Bretagna, e quest'ultimo gli permise di tornare a bordo della sua nave ammiraglia, anche se lo scontro contro la flotta combinata franco-spagnola era oramai imminente. Calder salpò all'inizio di ottobre 1805, perdendo così la battaglia.
Il 26 luglio 1807 il Prince of Wales salpò per il Mar Baltico al comando del capitano Home Riggs Popham, e su di esso alzava la sua insegna il contrammiraglio Michael de Courcy. Il 15 agosto, come nave di bandiera dell'ammiraglio James Gambier, partecipò alla seconda battaglia di Copenaghen. Tra il 1808 e il dicembre 1811 fu posto fuori servizio, rientrandovi al comando del capitano William Bedford. L'11 dicembre catturò la nave corsara francese L'Anacréon. Nel gennaio 1812 fu sottoposto a lavori di raddobbo a Sheerness al costo di 17.156 sterline. Fu posto definitivamente in disarmo a Portsmouth nel luglio 1814, venendo demolito a partire dal 26 dicembre 1822.

### Fonti
1. 1 2  Lyon, Winfield 2004, p. 36.
2. 1 2  Lavery 2003, p. 183.
3. 1 2 3 4 5 6 7 8 9 10 11 12 13  Tree Decks.
4. ↑  Enchels 1983, pp. 259-261.